# Janthecla
Janthecla là một chi bướm ngày thuộc họ Lycaenidae.